# Murielle Scherre
Murielle Scherre (Gent, 4 september 1977) is een Belgische lingerieontwerpster en schrijfster.

## Biografie
In 2003 lanceerde Scherre het lingeriemerk La fille d'O. In 2005 en 2007 verschenen de autobiografische boeken Lingerie & Lollipops en Kruisverhoor.
Rond Valentijn 2009 kwam ze in het nieuws vanwege een pornofilm die ze voor Studio Brussel zou hebben gedraaid en "echte seks" zou tonen. De 'acteurs' waren mensen uit haar eigen vriendenkring en ook zijzelf speelde mee. Onder politieke druk mocht de video uiteindelijk niet op de VRT worden vrijgegeven. Op 4 augustus 2009 verscheen de film, 'J'fais du porno et j'aime ça, uiteindelijk bij het blad Goedele Magazine.
Bij de lokale verkiezingen van 2024 komt ze in Oostende op voor het lokaal kartel Trots op Oostende, waarin ze opkomt voor Groen.